# Bisbat de Ventimiglia-Sanremo

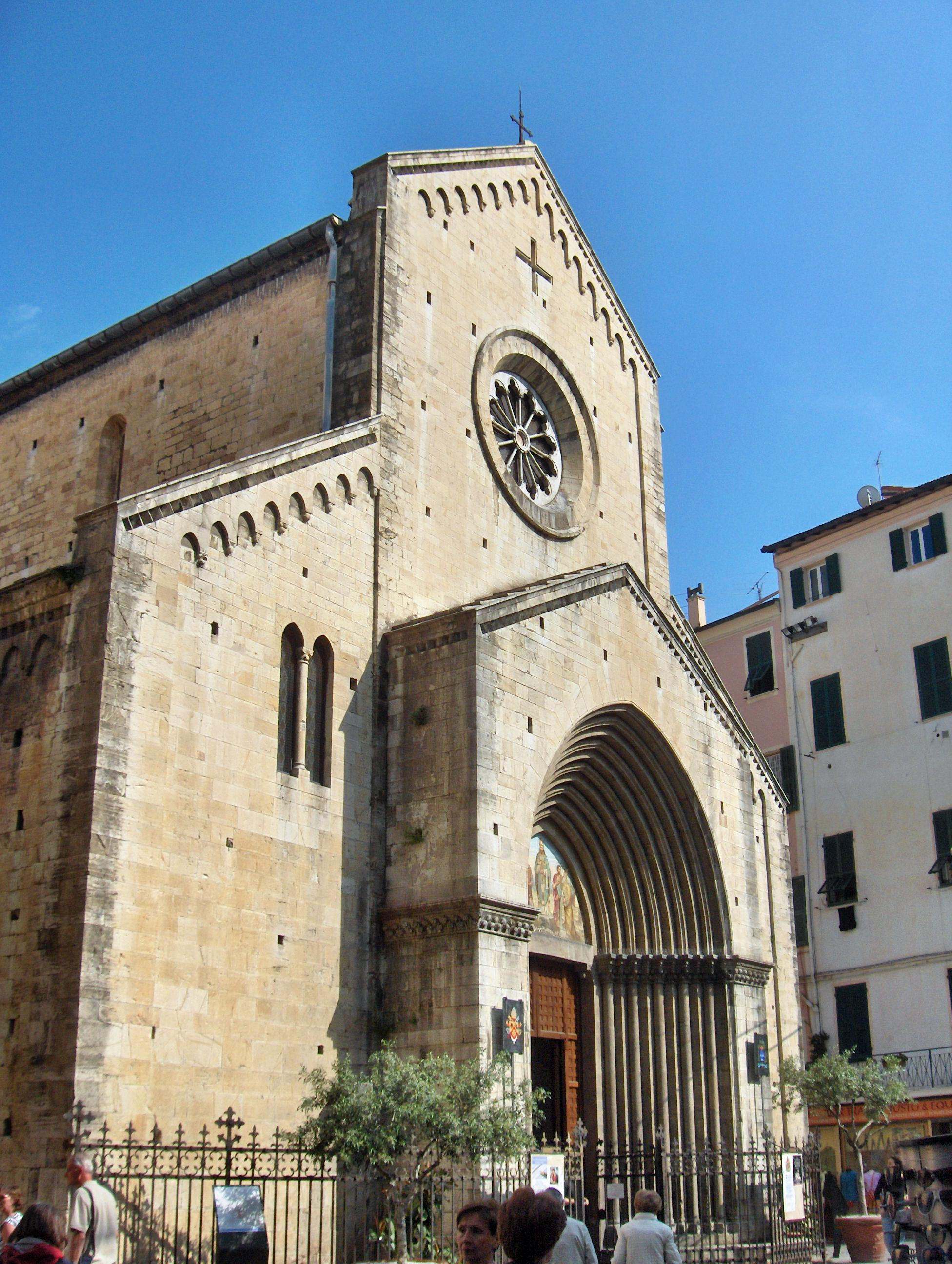
La cocatedral de San Siro a Sanremo

El bisbat de Ventimiglia-Sanremo (italià: diocesi di Ventimiglia-Sanremo; llatí: Dioecesis Ventimiliensis-Sancti Romuli) és una seu de l'Església catòlica, sufragània de l'arquebisbat de Gènova, que pertany a la regió eclesiàstica Ligúria. El 2010 sumava amb 150.000 batejats sobre 155.450 habitants. Actualment està dirigida pel bisbe Antonio Suetta.

## Territori
La diòcesi comprèn la part occidental de la província d'Imperia i un bocí de la part meridional de la província de Cuneo.
La seu episcopal és la ciutat de Ventimiglia, on es troba la catedral de Santa Maria Assunta. A Sanremo es troba la cocatedral de San Siro. El seminari diocesà, dedicat al Papa Pius XI, es troba a Bordighera.
El territori de la diòcesi està dividit en 99 parròquies situades a Ligúria i el Piemont:
- 97 a la província d'Imperia (als municipis d'Airole, Apricale, Badalucco, Bajardo, Bordighera, Borghetto d'Arroscia, Camporosso, Carpasio, Castellaro, Castelvittorio, Ceriana, Cipressa, Costarainera, Dolceacqua, Isolabona, Molini di Triora, Montalto Ligure, Olivetta San Michele, Ospedaletti, Perinaldo, Pigna, Pompeiana, Riva Ligure, Rocchetta Nervina, San Biagio della Cima, San Lorenzo al Mare, Sanremo, Santo Stefano al Mare, Seborga, Soldano, Taggia, Terzorio, Triora, Vallebona, Vallecrosia i Ventimiglia);
- 2 a la província de Cuneo (al municipi de Briga Alta).

Les parròquies estan reagrupades en 4 vicariats: 
- Ventimiglia,
- Bordighera e Valle Nervia,
- Sanremo,
- Levante e Valle Argentina.

## Història
Per tradició es considera que el primer bisbe de Ventimiglia hauria estat Cleto, deixeble de sant Bernabé, l'any 75. Tot i això, el primer bisbe històricament cert és Giovanni, que participà en el sínode romà del 680. Originàriament, la seu de Ventimiglia era sufragània de l'arquebisbat de Milà.
Al segle xi un bisbe del qui no es coneix el nom portà a Ventimiglia la relíquia del cap de sant Secondo màrtir, patró de la diòcesi. La resta del cos es troba a Torí.
La diòcesi va patir importants canvis durant el període napoleònic. En 1797 va esdevenir part de la província eclesiàstica de l'arxidiòcesi de Gènova, però en el mateix any va cedir les tres parròquies del Principat de Mònaco i les dinou del Regne de Sardenya, mantenint només les quinze parròquies sota la República de Gènova. Així reduïda, la diòcesi va arriscar-se a ser suprimida. El 9 d'abril de 1806 va canviar de nou la província eclesiàstica convertir-se en part de l'Ais sota la butlla Expositum cum Nobis del Papa Pius VII.
Després del Congrés de Viena, la situació anterior va ser a poc a poc restaurada. El 30 de maig de 1818 amb la butlla Sollicitudo omnium ecclesiarum el mateix Papa Pius VII va tornar a fer-la sufragània de l'arxidiòcesis de Gènova. El 20 de juny de 1831 en virtut de la butlla Ex injuncto nobis del papa Gregori XVI les parròquies anteriors del Regne de Sardenya van ser de nou sotmeses a la jurisdicció de la diòcesi de Ventimiglia, que es va estendre a la ciutat de Sanremo, que havien pertangut fins llavors a la diòcesi d'Albenga.
El 1860 va cedir La Briga e Tenda a la diòcesi de Cuneo.
El 1947 va cedir Piena i Llibri a la diòcesi de Niça.
El 3 de juliol de 1975, la diòcesi assumí el nom actual sota el decret In dioecesi Ventimiliensi de la Congregació per als Bisbes. El mateix dia, amb el decret Novissimis hisce, l'església de San Siro a Sanremo va ser erigida en la cocatedral de la diòcesi.

## Crologia episcopal
La següent cronologia, fins al segle xiii, és l'aportada per Girolamo Rossi. Segons Lanzoni, abans del 680, no hi ha cap nom de bisbe conegut. Semeria i Cappelletti esmenten només uns deu bisbes fins aGuglielmo (principis del segle xiii), Gams, tretze.
- Cleto ? †
- Rudrigo ? † (137)
- Frodonio ? † (189)
- Fabiano ? † (241)
- Eilegio o Eulolio ? † (292)
- Eutiche ? † (351)
- Dionisio ? † (396)
- Felice ? † (430)
- Lattanzio ? † (451)
- Menigio ? † (477)
- Rudrigo II ? † (493)
- Anastasio ? † (509)
- Franco ? † (531)
- Mistrale ? † (559)
- Morono ? † (591)
- Pastore ? † (623)
- Giovanni † (citat el 680)
- Luccio † (citat el 700)
- Eustachio ? † (704)
- Eugenio ? † (728)
- Giocondo ? † (757)
- Amerio † (segle viii)
- Lancio ? † (803)
- Giovanni II ? † (831)
- Amatore ? † (861)
- Giocondo II ? † (863)
- Amato † (citat el 933)
- Mildone ? † (937)
- Aldegrano † (citat el 940)[3]
- Gioioso † (citat el 962)
- Penteio † (citat el 976)
- Anonimo † (citat el 990)
- Bartolomeo † (citat el 1026)
- Brunengo † (segle xi)
- Tommaso † (citat el 1064)
- Martino † (citat el 1090)
- Alecio o Alerio † (citat el 1120)
- Cornelio † (citat el 1146)
- Stefano † (inicis de 1160 - finals de 1179)
- Guido † (inicis de 1198 - finals de 1215)
- Beat Guglielmo † (inicis de 1222 - vers 1232 mort)[4]
- Nicolò Lercaro † (1233 - vers 1240 deposat)
- Jacopo di Castell'Arquato, O.P. † (18 de març de 1244 - 1250 mort)
- Azzone Visconti † (17 de gener de 1251 - ?)
- Norgando ? † (citat el 1262)
- Giovanni III † (? - 1265)
- Oberto Visconti † (1265 - finals de novembre de 1269)
- Jacopo Gorgonio † (citat el 1270)
- Guglielmo II † (1273 - 1293 mort)
- Giovanni IV † (inicis de 1297 - 1304 mort)
- Ottone Lascaris † (5 de gener de 1304 - 1319 mort)
- Raimondo, O.P. † (26 de novembre de 1320 - 6 de setembre de 1328 nomenat bisbe de Vence)
- Pietro Malocello, O.P. † (6 de setembre de 1328 - gener de 1345 mort)
- Bonifacio de Villaco, O.S.A. † (31 de gener de 1345 - 1348 mort)
- Angelo da Reggio † (14 d'agost de 1348 - 19 de novembre de 1350 nomenat bisbe de Tricarico)
- Pietro Gisio, O.P. † (22 de novembre de 1350 - 2 de novembre de 1352 nomenat arquebisbe de Bríndisi)
- Ruffino Francesco † (5 de desembre de 1352 - ? mort)
- Roberto de Cruseyo, O.P.† (16 de maig de 1373 - vers 1381 mort)
- Jacopo Fieschi † (vers 1381 - 1382 nomenat arquebisbe de Gènova)
- Benedetto Boccanegra † (8 d'octubre de 1382 - 1418 mort)
  - Bertrando Imberti, O.F.M. † (2 de desembre de 1381 - 1386 mort) (antibisbe)
  - Pietro Marinaco, O.F.M. † (27 d'agost de 1392 - 4 de setembre de 1409 nomenat bisbe de Famagosta) (antibisbe)
  - Bartolomeo de Giudici † (22 de juny de 1408 - 1418 mort) (antibisbe)
- Tommaso Rivato † (29 de març de 1419 - 27 de gener de 1422 mort)
- Ottobono de Bellonis † (18 de febrer de 1422 - 1452 mort)
- Jacopo de Fei † (15 de març de 1452 - 1467 mort)
- Stefano de Robiis † (1 de juny de 1467 - 22 d'abril de 1471 mort)
- Giovanni Battista de Giudici, O.P. † (22 d'abril de 1471 - finals de 4 de febrer de 1484 mort)[5]
- Antonio Pallavicini Gentili † (15 de juny de 1484 - 27 de gener de 1486 nomenat bisbe d'Orense)
- Solcetto Fieschi † (1486 - 1487)
- Alessandro Campofregoso † (5 de març de 1487 - 1501 renuncià)
- Domenico Vaccari † (24 de gener de 1502 - 1511 renuncià)
- Alessandro Campofregoso † (1511 - finals de 20 d'abril de 1518 renuncià) (per segon cop)
  - Innocenzo Cybo † (27 de juliol de 1519 - 8 d'agost de 1519 renuncià) (administrador apostòlic)
- Filippo de Mari † (8 d'agost de 1519 - 1554 renuncià)
- Giovanni Battista de Mari † (18 de maig de 1554 - 28 de novembre de 1561 mort)
- Carlo Visconti † (5 de desembre de 1561 - 6 de juliol de 1565 nomenat bisbe de Montefeltro)
- Benedetto Lomellini † (6 de juliol de 1565 - 7 de setembre de 1565 nomenat bisbe de Luni-Sarzana)
- Carlo Grimaldi † (8 de desembre de 1565 - 26 de novembre de 1572 nomenat bisbe d'Albenga)
- Francesco Galbiati † (9 de febrer de 1573 - 18 de desembre de 1600 mort)
  - Giulio Cesare Recordati † (1601 - 1602 mort) (bisbe electe)
- Stefano Spinola, C.R. † (15 d'abril de 1602 - 22 de desembre de 1613 mort)
- Girolamo Curlo † (27 d'agost de 1614 - 13 de novembre de 1616 mort)
- Nicolò Spinola, C.R. † (30 de gener de 1617 - 23 de setembre de 1622 mort)
- Giovanni Francesco Gandolfo † (20 de març de 1623 - 10 de gener de 1633 nomenat bisbe d'Alba)
- Lorenzo Gavotti, C.R. † (20 de juny de 1633 - 17 de gener de 1653 renuncià)
- Mauro Promontorio, O.S.B. † (22 de juny de 1654 - 4 de gener de 1685 mort)
- Girolamo Naselli † (10 de setembre de 1685 - 7 de febrer de 1695 nomenat bisbe de Luni-Sarzana)
- Giovanni Stefano Pastori † (2 de maig de 1695 - 29 de maig de 1700 mort)
- Ambrogio Spinola, B. † (6 de juny de 1701 - 10 de març de 1710 nomenat bisbe de Luni-Sarzana)
- Carlo Mascardi, B. † (7 d'abril de 1710 - 9 de desembre de 1731 mort)
- Antonio Maria Bacigalupi, O.M.D. † (31 de març de 1732 - 15 de juliol de 1740 mort)
- Pier Maria Gustiniani, O.S.B. † (17 d'abril de 1741 - 5 d'octubre de 1765 mort)
  - Nicolò Pasquale de Franchi † (1765 - 1766) (bisbe electe)
- Angelo Luigi Giovo, O.S.B. † (28 de setembre de 1767 - 6 d'abril de 1774 mort)
- Domenico Maria Clavarini, O.P. † (13 de març de 1775 - 1 d'octubre de 1797 mort)
  - Sede vacante (1797-1804)
- Paolo Girolamo Orengo, Sch.P. † (24 de setembre de 1804 - 30 de maig de 1812 mort)
  - Sede vacante (1812-1820)
- Felice Levrieri † (2 d'octubre de 1820 - 5 de maig de 1824 mort)
  - Sede vacante (1824-1831)
- Giovanni Battista De Albertis † (28 de febrer de 1831 - 12 de novembre de 1836 renuncià)
- Lorenzo Battista Biale † (19 de maig de 1837 - 26 de juny de 1877 mort)
- Beato Tommaso Reggio † (26 de juny de 1877 - 11 de juliol de 1892 nomenat arquebisbe de Gènova)
- Ambrogio Daffra † (11 de juliol de 1892 - 3 d'agost de 1932 mort)
- Agostino Rousset † (27 de gener de 1933 - 3 d'octubre de 1965 mort)
- Angelo Raimondo Verardo, O.P. † (8 d'abril de 1967 - 7 de desembre de 1988 jubilat)
- Giacomo Barabino (7 de desembre de 1988 - 20 de març de 2004 jubilat)
- Alberto Maria Careggio (20 de març de 2004 - 25 de gener de 2014 jubilat)
- Antonio Suetta, des del 25 de gener de 2014

## Estadístiques
A finals del 2010, l'arxidiòcesi tenia 150.000 batejats sobre una població de 155.450 persones, equivalent al 96,5% del total.
| any  | població | població | població | sacerdots | sacerdots       | sacerdots       | sacerdots             | diaques | religiosos | religiosos | parroquies |
| ---- | -------- | -------- | -------- | --------- | --------------- | --------------- | --------------------- | ------- | ---------- | ---------- | ---------- |
| any  | batejats | total    | %        | total     | clergat secular | clergat regular | batejats por sacerdot | diaques | homes      | dones      |            |
| 1950 | 98.161   | 98.161   | 100,0    | 192       | 142             | 50              | 511                   |         | 150        | 743        | 88         |
| 1970 | 175.500  | 178.000  | 98,6     | 180       | 120             | 60              | 975                   |         | 66         | 395        | 98         |
| 1980 | 186.400  | 189.600  | 98,3     | 166       | 111             | 55              | 1.122                 |         | 59         | 628        | 101        |
| 1990 | 175.300  | 180.400  | 97,2     | 142       | 90              | 52              | 1.234                 |         | 55         | 520        | 101        |
| 1999 | 150.000  | 155.450  | 96,5     | 135       | 83              | 52              | 1.111                 |         | 55         | 440        | 99         |
| 2000 | 150.000  | 155.450  | 96,5     | 132       | 82              | 50              | 1.136                 |         | 53         | 353        | 99         |
| 2001 | 150.000  | 155.450  | 96,5     | 132       | 77              | 55              | 1.136                 |         | 58         | 350        | 99         |
| 2002 | 150.000  | 155.450  | 96,5     | 130       | 75              | 55              | 1.153                 |         | 58         | 320        | 99         |
| 2003 | 150.000  | 155.450  | 96,5     | 130       | 75              | 55              | 1.153                 |         | 58         | 320        | 99         |
| 2004 | 150.000  | 155.450  | 96,5     | 121       | 73              | 48              | 1.239                 |         | 54         | 309        | 99         |
| 2010 | 150.000  | 155.450  | 96,5     | 104       | 65              | 39              | 1.442                 | 8       | 45         | 250        | 99         |